# Юуру (волость)
Юуру (ест. Juuru vald) — волость в Естонії, у складі повіту Рапламаа. Волосна адміністрація розташована в селищі Юуру.

## Розташування
Площа волості — 152,4 км², чисельність населення станом на 31 грудня 2013 становить 1466 осіб.
Адміністративний центр волості — сільське селище (ест. alevik)) Юуру. Крім того, на території волості знаходяться ще 14 поселень і сіл: Atla, Härgla, Helda, Hõreda, Jaluse, Järlepa, Kalda, Lõiuse, Mahtra, Maidla, Orguse, Pirgu, Sadala, Vankse.

## Галерея

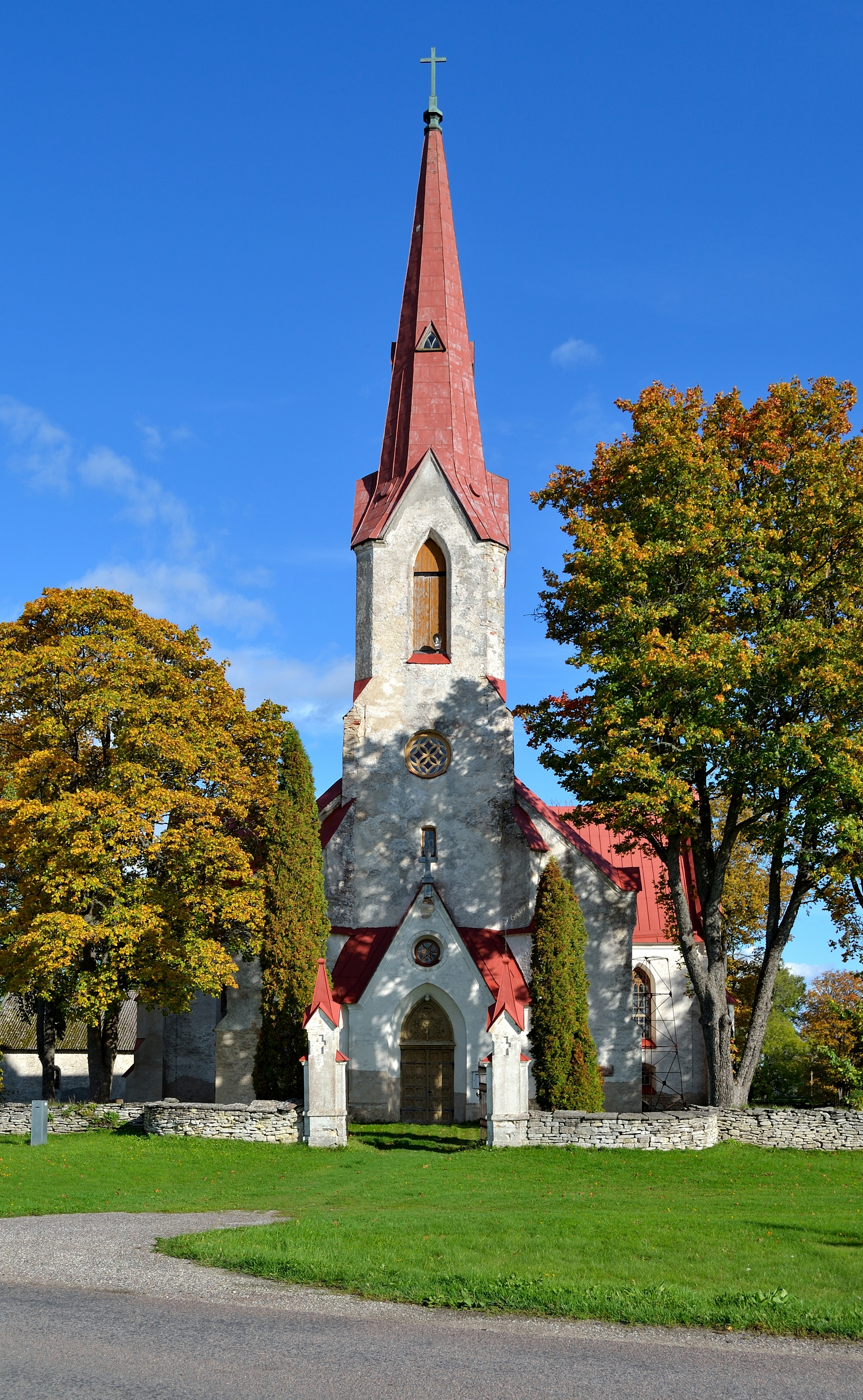
Церква в Юуру
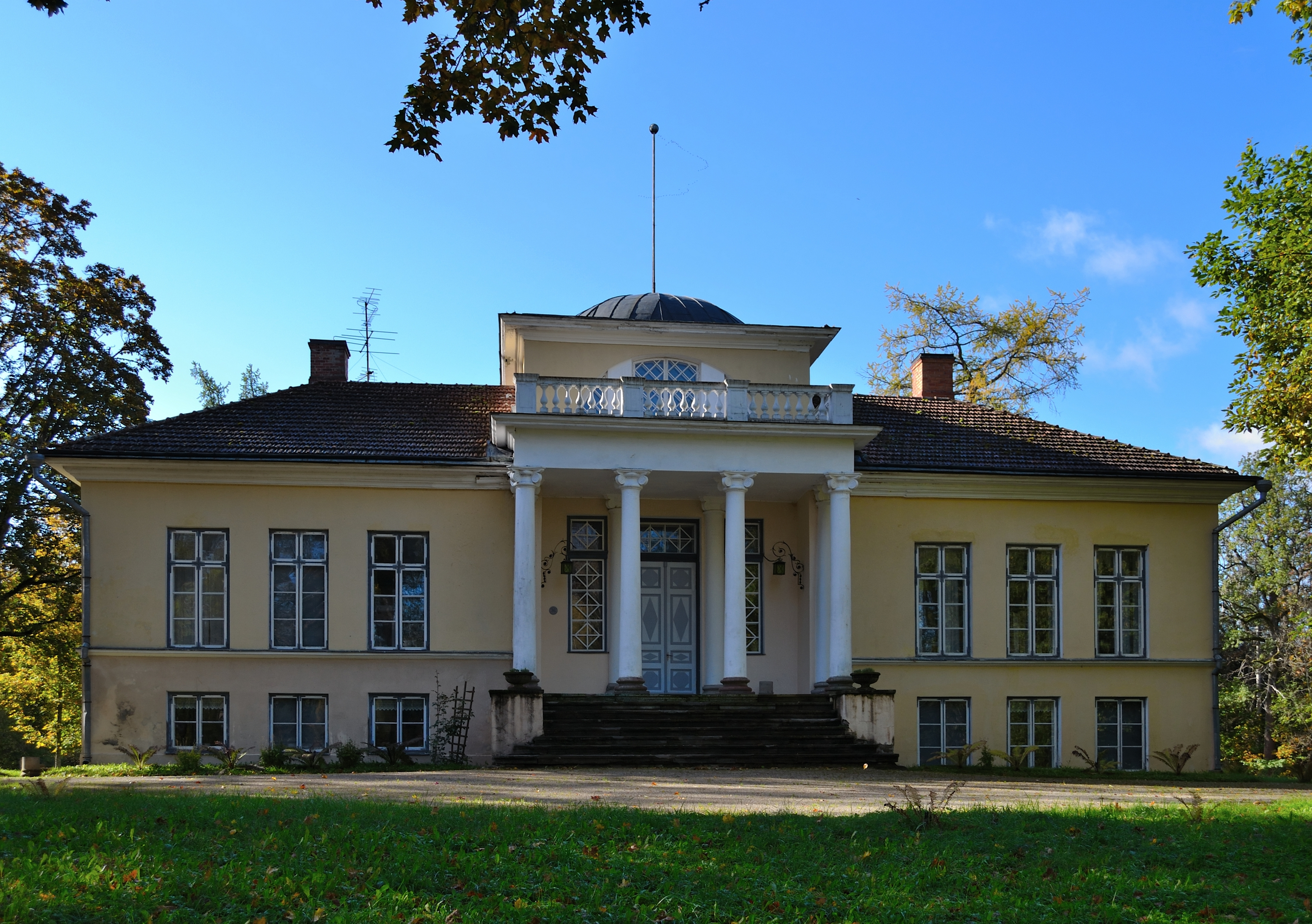
Маєток у селі Піргу